# Tropie (województwo małopolskie)
Tropie – wieś w Polsce położona w województwie małopolskim, w powiecie nowosądeckim, w gminie Gródek nad Dunajcem. Od południa wieś graniczy przez Dunajec z Witowicami Dolnymi, a od zachodu z Wytrzyszczką.
Historyczne nazwy wsi: de Tropstin (1231), de Tropstyn albo Tropie (1240). Co najmniej od VIII wieku miejscowość (jako miejsce przeprawy przez Dunajec) stanowiła część szlaku łączącego drogi biegnące z Bizancjum z Bałtykiem. Była to tzw. Brama sądecka.
Po przeciwnej stronie Dunajca znajduje się odbudowany w XX w. zamek Tropsztyn.

## Historia
W 1158 roku Gejza II obdarzył dotacjami kościół pw. św. Emmerama w Tropiu. W dokumentach sprzedaży dóbr Tropsztyna z 1535 roku, kościół wzmiankowany jest jako pw. św. Geralda, a od 1556 do 1603 służy protestantom jako zbór kalwiński. Na początku XVII w. kościół został przejęty na zbór braci polskich.
W pobliżu zamku Tropsztyn osiedlił się pustelnik, zapewne jeden z pierwszych szerzycieli chrześcijaństwa na tych ziemiach – Świrad. Koło jego pustelni wytworzyła się następnie osada, która w dokumencie z 1282 roku (Kod. Dyp. Małopolski III.343) nosi nazwę Swirad (Swiradz). Jeszcze w XVI w. nazwa osady Swiradz utrzymywała się, ale tylko jako nazwa parafii. Prawdopodobnie pierwotna nazwa wsi Tropie obejmowała rozległy obszar leśny, na którym z czasem powstały niwy, a następnie wsie takie jak Swiradz, Wytrzeszczka, Parkoszówka, Wiatrowice, Witowice i inne.
Pierwszymi osadnikami byli poszukiwacze złota oraz innych kruszców i minerałów przybywający z obszarów niemieckich, zaproszeni przez królów Gejzę II, a następnie Belę IV oraz Wacława I po 1241 roku. Wznosili obronne zamki, mające chronić północną granicę królestwa Węgier, podobnie jak zamki spiskie, a których okoliczne nazwy świadczą o pochodzeniu właścicieli: pobliski zamek w Melsztynie czy zamek w Rytrze. Prawdopodobnie nazwa wsi nawiązuje do niemieckiej nazwy miasta Opawy (niem. Troppau, staropol. Tropawa), skąd mogli przybyć pierwsi osadnicy.
W 1241 roku wieś i parafie spustoszyli Mongołowie. Dopiero w 1347 roku Piotr Brandis odbudował świątynię i uposażył parafię.
Pierwsza pisemna wzmianka o murowanym zamku w Tropiu/Tropsztynie (=Trop + stein kamień) pochodzi z 1382 roku. Z zapisów wynika, że zamek był własnością rycerskiego rodu Gierałtów-Ośmiorogów (z niem. Geraldów).
W Rożnowie, 5 km na południe od Tropia, znajdują się ruiny zamku, którego właścicielem przez był m.in. Zawisza Czarny. Natomiast 6 km na północ od wsi znajdują się ruiny średniowiecznego zamku w Czchowie.
Na początku XX wieku do wsi przyłączono miejscowości Wiatrowice oraz Habalina. W latach 1975–1998 miejscowość położona była w województwie nowosądeckim.

## Zabytki
Obiekty wpisane do rejestru zabytków nieruchomych województwa małopolskiego:
- Kościół św. Andrzeja i św. Benedykta;
- dąb św. Świerada.

### Inne zabytki
- Kostnica z XVIII wieku;
- dzwonnica z XIX wieku;
- pustelnia św. Świerada;
- cmentarz choleryczny z 510 pochowanymi;
- źródło Świętego Świerada[6].

## Turystyka
W Tropiu znajduje się Tropikalna Skała, na której uprawiana jest wspinaczka skalna i dwie niewielkie jaskinie: Schronisko w Tropiu Pierwsze i Schronisko w Tropiu Drugie.

## Osoby związane z miejscowością
- Władysław Bobowski, polski duchowny katolicki, biskup tarnowski.

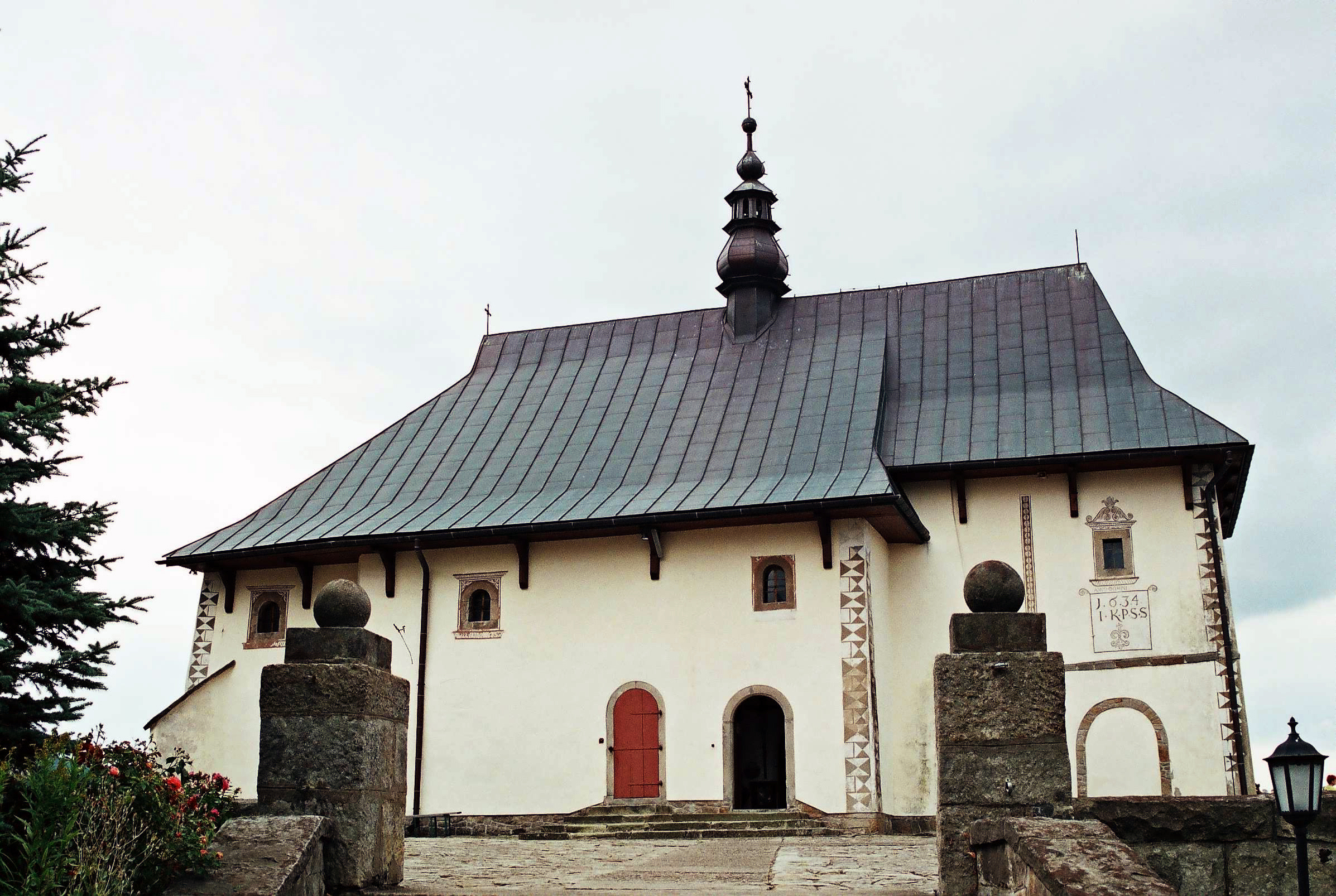
Kościół pustelników Świerada i Benedykta
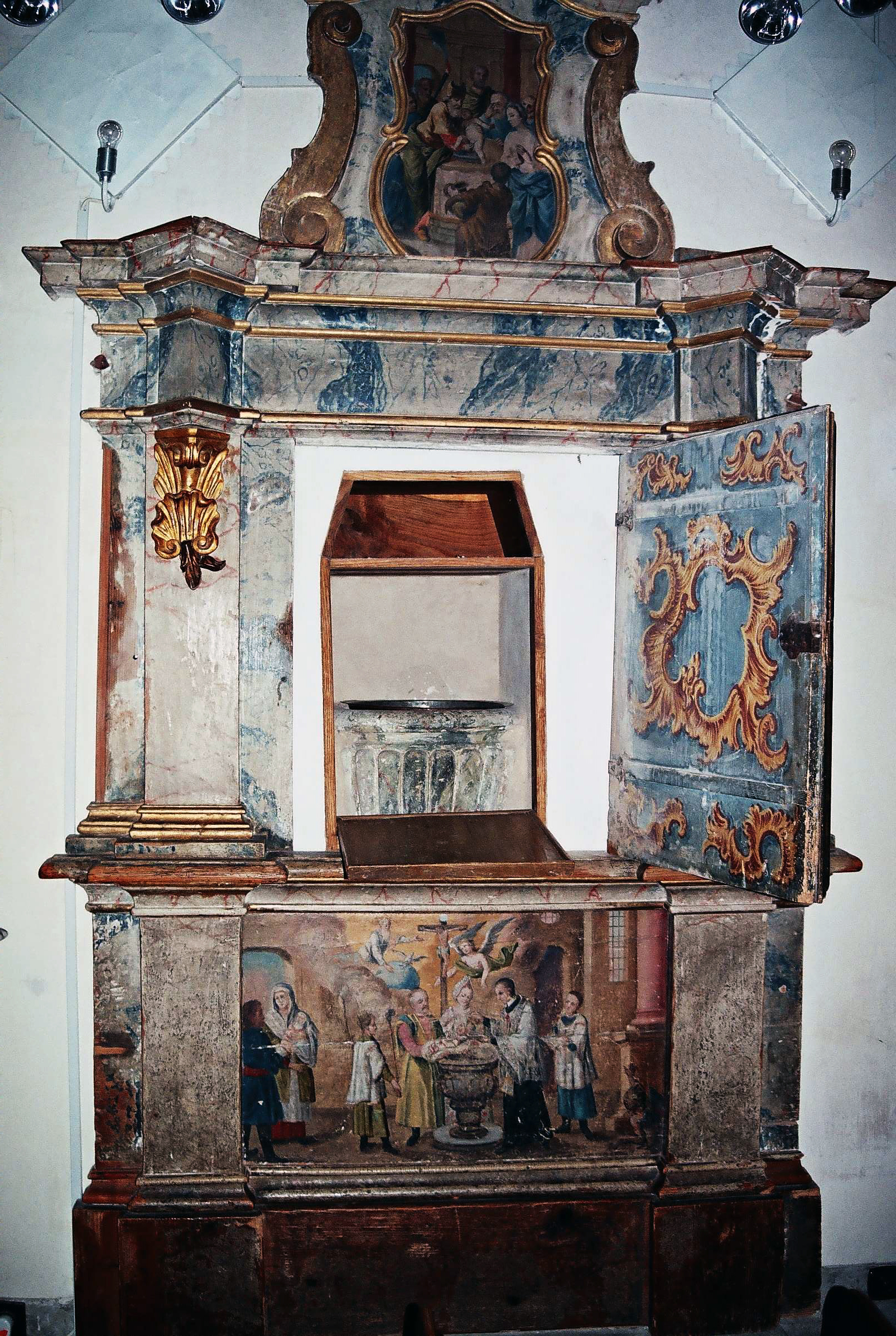
Chrzcielnica w kościele, w ścianie za drzwiczkami
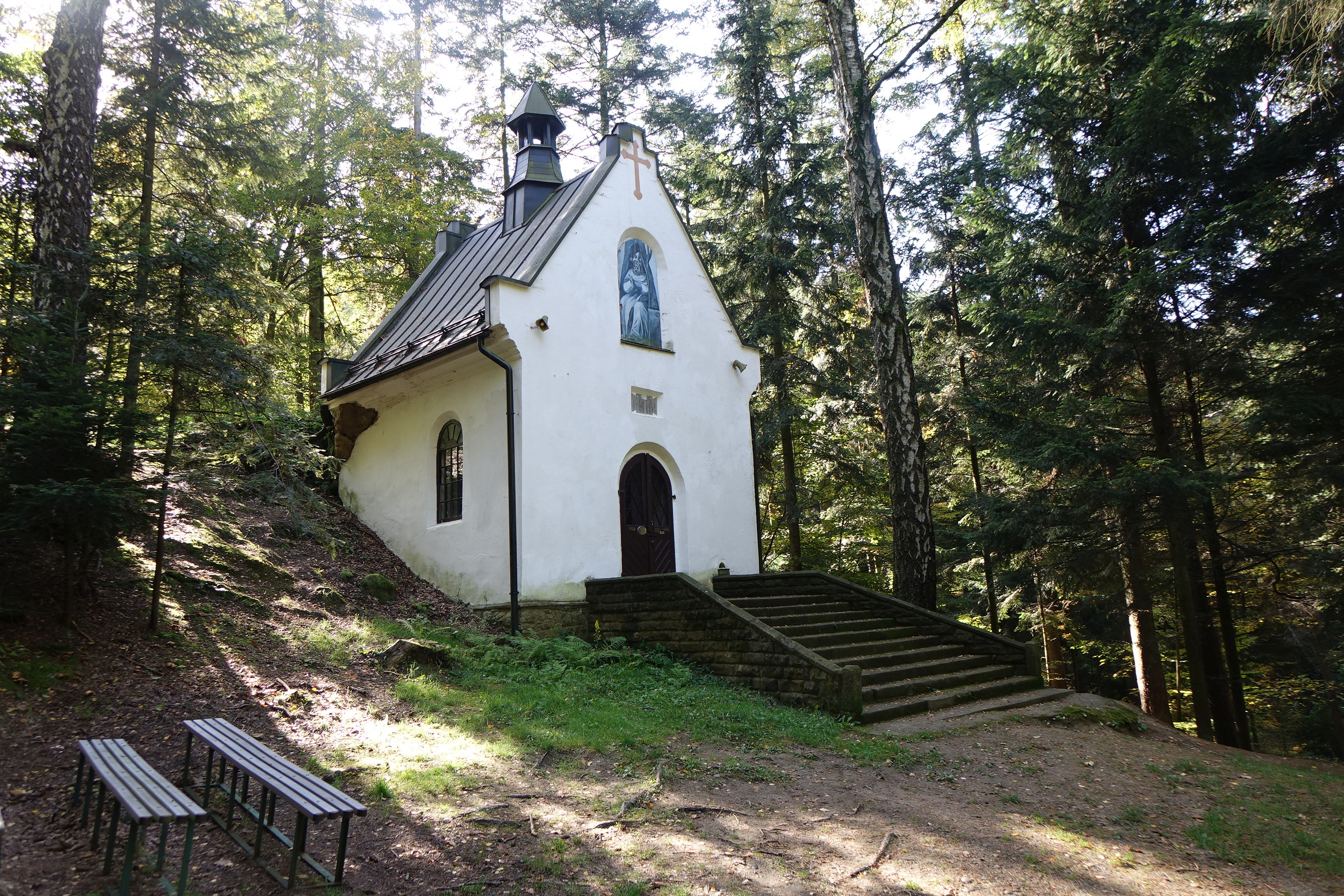
Pustelnia św. Świerada
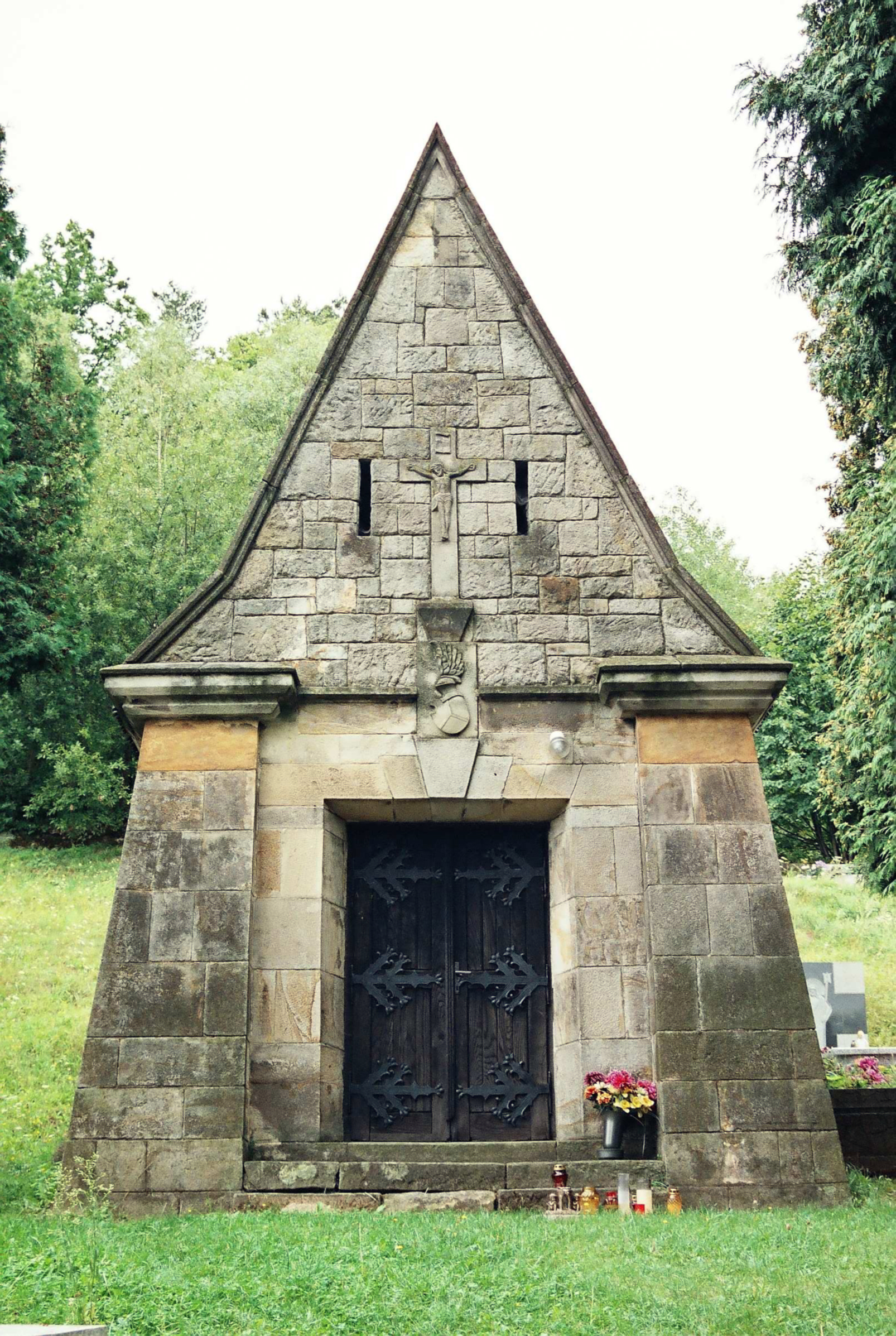
Kaplica cmentarna na cmentarzu
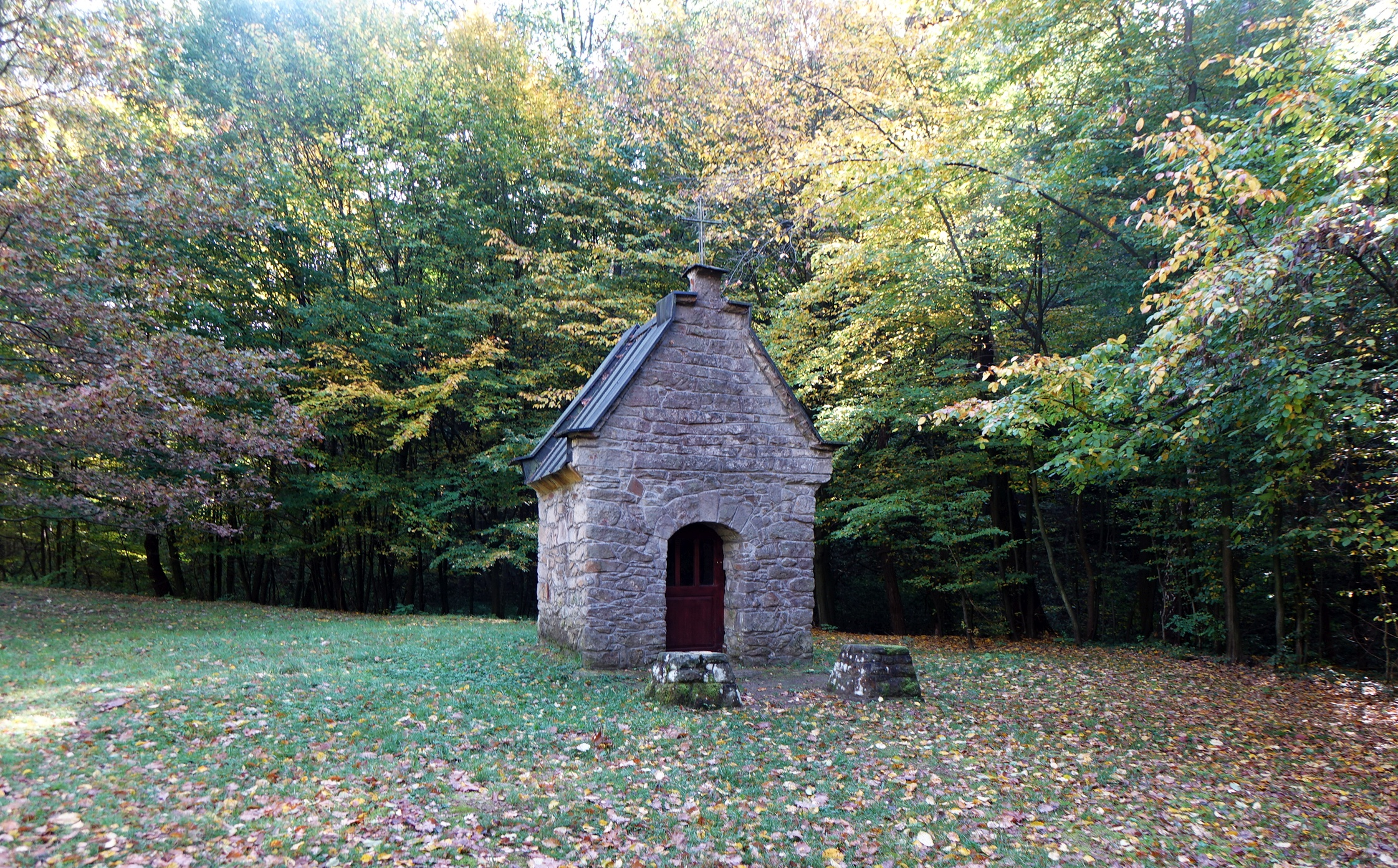
Cmentarz choleryczny
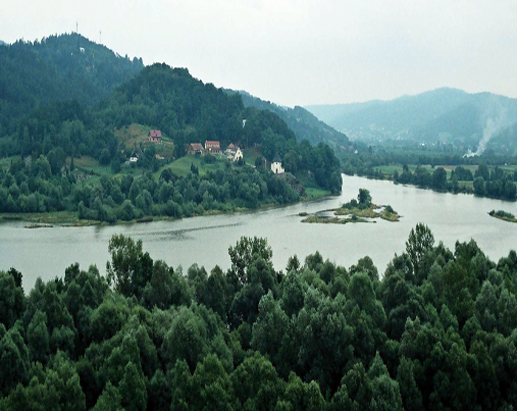
Tropie widziane z zamku Tropsztyn. Pośrodku kościółek w Tropiu